# Алларгентум
Алларгентум (англ. Allargentum) — помірно рідкісний мінерал з класу антимонидов надкласса сульфідів і сульфосолей (по Dana (8), інші автори відносять його до підкласу интерметаллидов / природних сплавів / класу самородних елементів). Раніше розглядався як різновид самородного Ag. У вигляді складних зрощень з самородним сріблом і дуже дрібних окремих зерен. З діскразітом як продукт розпаду твердого розчину. Зустрічається в срібних рудах, в срібно-сурм'яних рудах (Ni-Co-Ag родовищ).
Алларгентум — Ag1-xSbx (x = 0.09-0.16)
Типові домішки Hg, Ni, As
Молекулярний вага 108.01
Походження назви названий від грецького άλλος («allos») — «інший», і латинського argentum, «срібло».
MA статус затверджений 1970
Рік відкриття 1950

## Класифікація
Strunz (8-е видання) 2
A.02-10 Dana (8-е видання) 2.2.1.2
Hey's CIM Ref. 1.46

## Фізичні властивості
Колір мінералу білий прозорість непрозорий блиск металевий
Твердість (шкала Мооса) 3.5
Мікротвердість VHN100 = 172—203
Щільність (виміряна) 10.0 g / cm3
Щільність (розрахункова) 10.12 g / cm3
Радіоактивність (GRapi) 0

## Кристалографічна властивості
сингония Гексагональна
Параметри комірки a = 2.952Å, c = 4.773Å
Ставлення a: c = 1: 1.617
Число формульних одиниць (Z) 2
Обсяг елементарної комірки V 36.02 Å³ (розраховане за параметрами елементарної комірки)